# Реника, Алессандро
Алессандро Реника (итал. Alessandro Renica; род. 15 сентября 1962, Анвиль-сюр-Мер) — итальянский футболист, игравший на позиции правого защитника. Он наиболее известен своим выступлением за «Наполи», с которым выиграл несколько трофеев на национальном уровне и Кубок УЕФА.

## Карьера
Родившийся во Франции в семье итальянских иммигрантов Алессандро Реника вернулся на родину в возрасте трёх лет. Он начинал заниматься футболом в Вероне, а в возрасте 13 лет присоединился к «Виченце».
В 1982 году Реника перешёл в «Сампдорию». 6 ноября того же года он дебютировал в итальянской Серии А, выйдя на замену в самом конце гостевого поединка против «Наполи». Спустя два месяца Реника забил свой первый гол на высшем уровне, сравняв счёт в гостевой игре с командой «Эллас Верона». В 1985 году он в составе «Сампдории» выиграл Кубок Италии, после чего перешёл в «Наполи». Реника провёл 29 матчей и забил 1 гол в чемпионском для неаполитанцев сезоне 1986/87. Он также отметился голом в финале Кубка Италии, открыв счёт на 67-й минуте поединка против «Аталанты». 15 марта 1989 года на последней минуте дополнительного времени в ответном матче четвертьфинала Кубка УЕФА против «Ювентуса» Реника забил решающий мяч. «Наполи» в том турнире и вовсе стал победителем, а Реника отыграл оба матча финала Кубка УЕФА.
Алессандро Реника заканчивал свою профессиональную карьеру футболиста в команде «Эллас Верона», за которую выступал в 1991—1993 годах.

## Достижения
«Сампдория»
- Обладатель Кубка Италии: 1984/85

«Наполи»
- Чемпион Италии (2): 1986/87, 1989/90
- Обладатель Кубка Италии: 1986/87
- Обладатель Суперкубка Италии: 1990
- Обладатель Кубка УЕФА: 1988/89